# Identity (film)
Identity is een psychologische horrorfilm uit 2003 die werd geregisseerd door James Mangold en geschreven door Michael Cooney. De hoofdrollen worden vervuld door John Cusack, Ray Liotta en Amanda Peet. Het verhaal is gebaseerd op het boek En toen waren er nog maar... van Agatha Christie.
De film werd geschoten met een laag budget maar deed het boven verwachting bij de bioscopen, mede door de advertentiecampagne. Identity werd genomineerd voor een Teen Choice Award in 2003.

## Verhaal
De film vertelt twee verhalen. Elf vreemdelingen stranden in hetzelfde motel door diverse ongelukken die gebeuren tijdens een storm. Gedurende het verblijf in het hotel worden de personen een voor een vermoord door een onbekende. De moordenaar bevindt zich onder de elf personen, maar het is niet bekend wie nu de moordenaar is. Elders probeert een dokter een rechter ervan te overtuigen dat zijn cliënt, een seriemoordenaar, niet verantwoordelijk gehouden kan worden voor zijn daden.
Beide verhalen leiden tot een onverwachte plotwending. De seriemoordenaar blijkt namelijk een gespleten persoonlijkheid te hebben, waardoor de elf personen in het hotel in werkelijkheid niet bestaan. De producenten namen meerdere einden op zodat het moeilijker zou worden om het einde voorafgaand aan de première naar buiten te lekken.

## Rolverdeling
| Acteur              | Personage               |
| ------------------- | ----------------------- |
| John Cusack         | Ed Dakota               |
| Ray Liotta          | Rhodes                  |
| Amanda Peet         | Paris Nevada            |
| John Hawkes         | Larry Washington        |
| Clea DuVall         | Virginia "Ginny" Isiana |
| William Lee Scott   | Lou Isiana              |
| Jake Busey          | Robert Maine            |
| Pruitt Taylor Vince | Malcolm Rivers          |
| Alfred Molina       | Dr. Malick              |
| Rebecca De Mornay   | Caroline Suzanne        |
| Carmen Argenziano   | Advocaat                |
| John C. McGinley    | George York             |